# Hanafiten

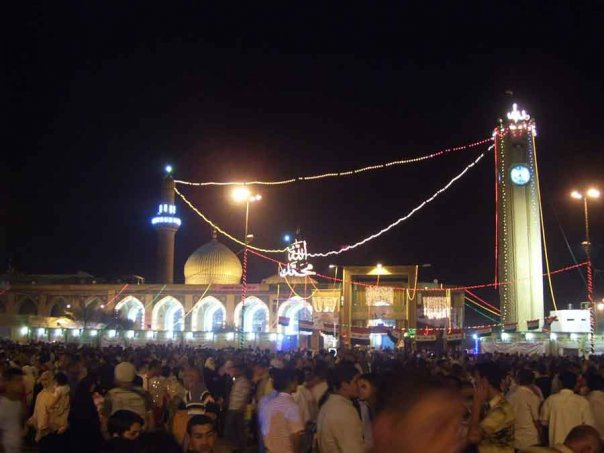
Abu-Hanifa-Moschee in Bagdad, 2008

Ein Hanafit oder Hanefit (meist im Plural: Hanafiten oder Hanefiten) (arabisch الحنفية, DMG al-ḥanafīya) ist ein Anhänger einer der vier Rechtsschulen (Madhāhib) des sunnitischen Islams. Diese geht zurück auf den Gelehrten Abū Hanīfa an-Nuʿmān ibn Thābit (von den Anhängern seiner Schule auch arabisch الامام الاعظم, DMG al-Imām al-Aʿẓam ‚der Große Imam‘ genannt), vor allem aber auf dessen Schüler Abu Yûsuf und asch-Schaibani.
Die hanafitische Rechtsschule ist seit dem Ende der Zeit der Umayyaden (um 1030) im sunnitischen Islam vorherrschend: Sie ist die am weitesten verbreitete Rechtsschule, der etwa die Hälfte der Sunniten folgen. Im Regelfall sind sie im Theologiebereich Befolger der Strömung Maturidiyya.

## Geschichte und Verbreitung
Die hanafitische Rechtsschule hatte sich zunächst im Gebiet des Irak – dem Wirkungsbereich Abu Hanifas – verbreitet, dann aber auch im Gebiet des alten Syriens (arabisch الشام asch-Schām, DMG aš-Šām genannt), welches sich weiter als das heutige Syrien erstreckte. Seit der Zeit der Seldschuken wurde die hanafitische Rechtsschule in den syrischen und anatolischen Gebieten (heutige Türkei) staatlich bevorzugt. Da die malikitische Rechtsschule in diesen Gebieten gar nicht und die sonstigen Rechtsschulen nicht stark vertreten waren, gab diese Unterstützung den Hanafiten starken Auftrieb und sorgte für eine weite Verbreitung unter der Bevölkerung.
Im Osmanischen Reich schließlich wurde die hanafitische Rechtsschule zur „Staatsrechtsschule“ erhoben, das heißt zu derjenigen Rechtsschule, auf die alles in Staat und Gesellschaft abgestimmt war. Den osmanischen Beinamen „Gesetzgeber“ (Kanuni) erhielt Süleyman I., als er unter dem Obermufti Mehmet Abu Saud Efendi (Mehmet Ebussuud Efendi) Richtlinien erstellen ließ, wie die Scharia und das Prinzip, das Rechte zu gebieten und das Verwerfliche zu verbieten, in die Praxis der staatlichen Realität umgesetzt werden soll. Im Osmanischen Reich setzte die Regierung für jede Provinz (Eyâlet) einen Mufti ein.
Ähnlich verhielt es sich im Mogulreich, insbesondere unter der Herrschaft des strenggläubigen Muhammad Aurangzeb Alamgir. Er bestand auf der strengen Einhaltung der Gesetze des Korans, insbesondere der Sittengesetze. Bedeutender waren aber die Versuche, das hanafitische Recht in der Öffentlichkeit durchzusetzen. Aurangzeb ließ eine umfangreiche und bis heute bedeutende hanafitische Gesetzessammlung (fatawa-i alamgiri / Fataawa al Hindiyya) zur Stützung der islamischen Rechtsprechung anlegen und hob nach islamischem Rechtsverständnis unzulässige Steuern auf. An dieser Gesetzessammlung arbeiteten etwa 500 Rechtsgelehrte. Im Gegenzug ließ Aurangzeb die dschizya wieder eintreiben (ab 1679); auch mussten Hindus doppelt so hohe Zollgebühren abführen wie Muslime. Zudem trafen Aurangzebs Maßnahmen zur Islamisierung des Reiches nicht nur Andersgläubige, sondern auch von den Geboten der Hanafiten abweichende Muslime. Die Rechtsfragensammlung wurde jedoch erst nach dem Tod Aurangzebs vollständig abgeschlossen.
Im Strafgesetzbuch von Ägypten gab es lange Zeit eine Bestimmung, nach der ein vom Zivilgericht – und nicht mehr vom Schari'a-Gerichtshof – gefälltes Todesurteil erst mit Zustimmung des Muftis und bei Berücksichtigung der Rechtslehre der Hanafiten Rechtskraft hatte.
Die hanafitische Rechtsschule ist daher heute in allen Nachfolgestaaten des Osmanischen Reiches verbreitet. Die Mehrheit stellt sie unter all jenen Sunniten, die zu den Turkvölkern gehören (einschließlich der Türken selbst), sowie unter den Sunniten des asiatischen Festlandes östlich Irans, also in Afghanistan, Pakistan, Turkmenistan, Indien, Bangladesch, China, Usbekistan und Kasachstan, sowie in Südafrika. Die sunnitische Minderheit in Iran ist ebenfalls größtenteils hanafitisch.
Ebenfalls die Mehrheit stellen sie unter den Sunniten des Iraks, Jordaniens und des Libanons. Größere hanafitische Minderheiten gibt es in Syrien, Ägypten und in Palästina. Auch in den europäischen Gebieten, wo seit der Zeit des Osmanischen Reiches Muslime leben, ist die hanafitische Rechtsschule vorherrschend, das heißt in den Balkangebieten, speziell Bosnien, Sandžak, Albanien, im Kosovo, in Nordmazedonien, Rumänien, Serbien, Bulgarien und Griechenland.

### Quellen und Methoden der Rechtsfindung

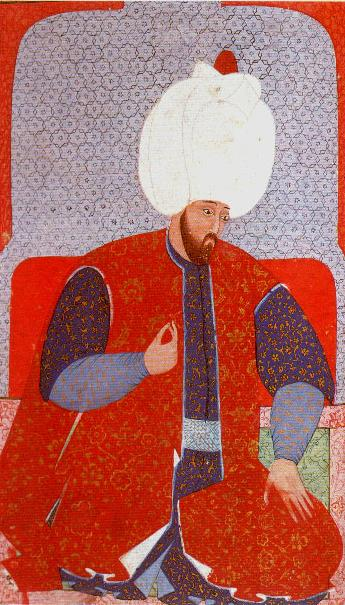
Der „Gesetzgebende“ Sultan Süleyman I. der das Rechtssystem im Osmanischen Reich grundlegend auf das hanafitische Recht kanonisiert hatte.

## Besonderheiten